# Clemente Merlo
Clemente Merlo (* 2. Mai 1879 in Neapel; † 13. Januar 1960 in Mailand) war ein italienischer Sprachwissenschaftler, Romanist und Dialektologe.

## Leben und Werk
Merlo war der Sohn des 1888 verstorbenen Sprachwissenschaftlers Pietro Merlo. Er studierte an der Universität Pavia bei Carlo Salvioni. Ab 1908 lehrte er an der Universität Pisa.
1920 wurde er Leiter des Vocabolario dei dialetti della Svizzera italiana.
Merlo begründete 1924 die Zeitschrift L’Italia dialettale. Rivista di diattologia italiana und war bis zu seinem Tod ihr Herausgeber. Ab 1923 war er Mitglied der Accademia della Crusca und ab 1938 korrespondierendes Mitglied der Preußischen Akademie der Wissenschaften.

## Veröffentlichungen (Auswahl)
- I Nomi romanzi delle stagioni e dei mesi, studiati particolarmente nei dialetti ladini, italiani, franco-provenzali e provenzali. Saggio di onomasiologia, Turin 1904
- Elementi di fonetica italo-greca a uso degli studenti di Lettere, Turin 1907
- Fonologia del dialetto di Sora (Caserta), Pisa 1920, Sala Bolognese 1978
- Fonologia del dialetto della Cervara in provincia di Roma, Rom 1922
- Profilo fonetico dei dialetti della Valtellina (= Abhandlungen der Akademie der Wissenschaften und der Literatur. Geistes- und sozialwissenschaftliche Klasse. Jahrgang 1951. Band 15). Mainz/Wiesbaden 1952.